# تلة السراي
تقع تلة السراي في بيروت، لبنان.

## نظرة عامة
منذ أيام الأمير فخر الدين في القرن السابع عشر، أصبح سيرايل هيل موقعاً استراتيجياً وأصبح، على مر السنين، مقر السلطة. منذ عام 1999، تستضيف مكاتب رئيس الوزراء والإقامة. 

## أعمال بناء
في القرن السابع عشر، أمر الأمير فخر الدين ببناء برج مراقبة في سيرايل هيل من أجل تأكيد صعوده إلى السلطة. على مر السنين، أصبح سيرايل هيل مقر السلطة في بيروت. في عام 1853، تم بناء الثكنات العسكرية للجيش العثماني، جنبا إلى جنب مع موكب الأرض. تبع ذلك مستشفى عسكري. عندما أصبحت الثكنات مقر إقامة الحاكم فؤاد باشا، تمت إضافة طابق ثاني وأصبح المبنى السراي الكبير. تم افتتاح برج الساعة السراي، الذي صممه المهندس يوسف أفتيموس، في عام 1898 على شرف السلطان عبد الحميد الثاني. خلال الانتداب الفرنسي، أصبح المستشفى العسكري محكمة العدل. في عام 1991، تم تحويل المبنى من أجل استضافة مجلس التنمية والتعمير. تم إضافة طابق ثالث إلى السراي الكبير. افتتح المبنى في عام 1999، اليوم المبنى يستوعب مكاتب رئيس الوزراء والإقامة. 

## التاريخ
هيمنت المباني الواقعة في موقع استراتيجي على سيرايل هيل على المدينة منذ أيام الأمير فخر الدين. أكد الأمير صعوده إلى السلطة من خلال بناء برج مراقبة - برج أم الدبوس - في مكان بارز على التل، في القرن السابع عشر. على مر السنين، أصبح سيرايل هيل مقر السلطة في بيروت. في محاولة للسيطرة على المدينة، اختار العثمانيون هذا الموقع، الذي حكم معسكر إبراهيم باشا العسكري المصري لمدة عقد تقريبًا. في عام 1853، تم بناء الثكنات العسكرية للجيش العثماني، جنبا إلى جنب مع موكب الأرض. تبع ذلك بعد سنوات قليلة مستشفى عسكري. عندما أصبحت الثكنات مقر إقامة الحاكم فؤاد باشا، أضيف طابق ثاني وأصبح المبنى السراي الكبير. بنيت كاتدرائية سانت لويس كابوتشين في عام 1863 ؛ تطل على المدينة. تم افتتاح برج الساعة السراي، الذي صممه المهندس يوسف أفتيموس، في عام 1898 على شرف السلطان عبد الحميد الثاني. خلال الانتداب الفرنسي، أصبح المستشفى العسكري محكمة العدل. في عام 1991، تم تحويل المبنى من أجل استضافة مجلس التنمية والتعمير. تم إضافة طابق ثالث إلى السراي الكبير. منذ افتتاحه في عام 1999، يستوعب المبنى مكاتب رئيس الوزراء والإقامة. 

## الجدول الزمني
القرن السابع عشر: بناء برج مراقبة - برج أم دبوس - كدليل على صعود الأمير فخر الدين إلى السلطة في سيرايل هيل. 
1853: تم بناء ثكنات الجيش المصري للجيش العثماني جنبا إلى جنب مع موكب أرض، تليها مستشفى عسكري. عندما أصبحت الثكنات مقر إقامة الحاكم فؤاد باشا، أضيف طابق ثاني وأصبح المبنى السراي الكبير. 
1863: تم بناء كاتدرائية القديس لويس كابوتشين. 
1898: تم افتتاح برج الساعة السراي، الذي صممه المهندس المعماري يوسف أفطيموس. 
1991: تم تحويل المستشفى العسكري لاستضافة مجلس التنمية والتعمير. 
1991: السراي الكبير يستوعب مكاتب رئيس الوزراء وإقامته. 